# بروك ليسنر
بروك إدوارد ليسنر (بالإنجليزية: Brock Lesnar) (تنطق ليزنر؛ ولد 12 يوليو، 1977) هو مصارع أمريكي من اصول ألمانية محترف حاليًا موقع لمنظمة دبليو دبليو إي. ولاعب فنون قتالية مختلطة سابق، ومصارع هاوي. بطل سابق ل بطولة يو إف سي للوزن الثقيل ويصنفه موقع شيردوغ كخامس أقوى وزن ثقيل في العالم قبل اعتزاله نهاية العام 2011. حقق ليسنر من خلال ممارسته لمصارعة الهواة بطولة إن سي إيه إيه للمصارعة للوزن الثقيل وحل في المركز الثاني عام 1999. عندما خسر في النهائي أمام بطل العالم في مصارعة الأساليب الحرة جيسي نيل.
انضم ليسنر إلى منظمة دبليو دبليو إي حيث أصبح بطل العالم ثلاث مرات بعد فوزه ب بطولة دبليو دبليو إي ثلاث مرات. بذلك أصبح أصغر بطل في تاريخ دبليو دبليو إي عندما فاز بالبطولة لأول مرة وعمره 25 عامًا. فاز ليسنر ب دورة كنغ أوف رينغ 2002 عندما تغلب في النهائي على روب فان دام. كما فاز بمباراة رويل رامبل 2003. وبعد أن ترك الدبليو دبليو إي عام 2004، بدأ ليسنر مشواره في دوري كرة القدم الأمريكية (إن إف إل). غير أنه عاد إلى مصارعة المحترفين في نهاية عام 2005 عندما لعب في اليابان في منظمة نيو جابان برو ريسلينغ (إن جي بي دبليو) حيث فاز ب بطولة آي دبليو جي بي للوزن الثقيل في أول مباراة. غير أن الحزام انترع منه في يوليو 2006 على الرغم من كونه يحمل الحزام الطبيعي حتى يونيو 2007.
بدأ ليسنر مسيرته في رياضة الفنون القتالية المختلطة وفاز في أول مباراة له في يونيو عام 2007. ثم وقع مع منظمة ألتيمت فايتنغ تشامبيونشيب ريسلينغ (يو إف سي) في أكتوبر 2007. خسر ليسنر أول مباراة له ضد فرانك مير. ثم فاز ببطولة يو إف سي للوزن الثقيل من راندي كوتور في 15 نوفمبر، 2007. ثم فاز على مير في حدث يو إف سي 100. وبعد غيابه في أواخر 2009 بسبب إصابته ب التهاب الرتوج، عاد ليسنر في حدث يو إف سي 116 حيث هزم شين كاروين بطل الوزن الثقيل. فقد ليسنر حزامه ل كاين فيلاسكيز في حدث يو إف سي 121. في مايو 2011، أصيب ليسنر مرة أخرى ب التهاب الرتوج حيث أجريت له عملية جراحية لتخفيف الألم. في أغسطس 2011، قال ليسنر أنه جاهز للعودة مرة أخرى إلى لعبة القتال الحر. أعتزل ليسنر من يو إف سي بعد خسارته أمام ألستار أوفريم في حدث يو إف سي 141. في أبريل، 2012، (بعد راسلمينيا 28 بيوم واحد)عاد ليسنر إلى منظمة دبليو دبليو إي ونفذ حركته القاضية (F5) على جون سينا وهو المصارع الوحيد الذي كسر سلسلة انتصارات الاندرتيكر في مهرجان راسلمنيا 30 بعد 21 فوز متتاليا للاندرتيكر وأشارت مقالة ESPN.com لعام 2015 إلى ان ليسنر "أكثر الرياضيين اكتمالاً في تاريخ المصارعة ويلقب بالوحش

## النشأة
ولد ليسنر في ويبستر، داكوتا الجنوبية ودرس في مدرسة ويبستر الثانوية حيث كان سجله في المصارعة في آخر سنة دراسية 33-0-0. اعترف ليسنر أنه تخرج الأخير في فصله البالغ 54. ثم درس في جامعة مينيسوتا بمنحة مصارعة كاملة. رفيقه في الغرفة كان زميله شيلتون بينجامين الذي كان يساعد ليسنر في تدريباته. ربح ليسنر بطولة إن سي إيه إيه للوزن الثقيل بعد أن حل ثانيًا عام 1999.
قبل أن ينضم ليسنر إلى نادي مينيسوتا غولدن غوفر، مارس المصارعة في كلية بيسمارك في داكوتا الشمالية. أنهى ليسنر مسيرته كمصارع هاوي وهو فائز ببطولة إن جي سي إيه إيه أول أمريكان للوزن الثقيل مرتين، وبطولة إن جي سي إيه إيه 1998 للوزن الثقيل مرة، ولقب إن سي إيه إيه أول أمريكان مرتين، وبطل بيغ تن كونفيرانس مرتين وبطولة إن سي إيه إيه للوزن الثقيل عام 2000 حيث كان سجله 106-05 خلال سنواته الأربع في الكلية.

## المسيرة في مصارعة الهواة والمحترفين

### وورلد ريسلينغ فيدرايشن/إنترتاينمينت (2002-2004)

#### التدرب والبداية (2000-2002)
بعد تركه للكلية، وقع ليسنر مع منظمة وورلد ريسلينغ فيدرايشن حيث أرسله الدبليو دبليو إي إلى منظمة أوهايو فالي ريسلينغ (أو في دبليو) ليتدرب أكثر. هناك، كون فريقًا زوجيًا مع شيلتون بينجامين زميله السابق في الكلية عرف باسم «مينيسوتا ستريشنغ كرو». ربح ليسنر وبينجامين بطولة أو في دبليو الجنوبية للفرق الزوجية في ثلاث مناسبات. ثم لعب عدة مباريات مظلمة في 2001 و2002 قبل أن يتم استدعائه إلى قائمة الأسماء الرئيسية.
ظهر ليسنر لأول مرة في تلفزيون الدبليو دبليو إف في 18 مارس، 2002 في حلقة رو بعد راسلمينيا إكس8 بليلة عندما جاء من بين الجمهور وضرب أل سنو، ومايفن، وسبايك دودلي وكان يرافقه بول هيمان. وعندما تم تقديم انتقالات رو وسماكداون! لأول مرة، بقي ليسنر في رو. لاحقًا، أصبح هيمان مديرًا لليسنر وأعطاه كنية «ذا نكست بيغ ثنغ». أولى عداوات ليسنر كانت مع فريق هاردي بويز (مات هاردي وجيف هاردي). تواجه ليسنر مع جيف هاردي في حدث باكلاش 2002 حيث فاز بالضربة القاضية على هاردي. وكانت تلك أول مباراة متلفزة لليسنر. وفي الليلة التالية في رو واجه ليسنر مات هاردي وفاز عليه بنفس الطريقة. في حدث جدجمنت داي 2002، واجه ليسنر فريق هاردي بويز في مباراة فرق زوجية حيث كان شريكه بول هيمان الذي فاز بالمباراة.

#### منزلة الحدث الرئيسي (2002-2003)

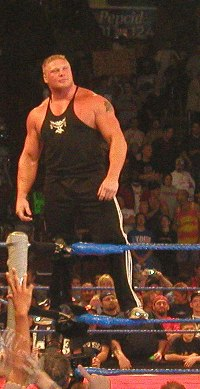
ليسنر في أحد عروض سماكداون عام 2003

في يونيو 2002، فاز ليسنر بدورة ملك الحلبة عندما هزم روب فان دام في الدور النهائي. أدى هذا الانتصار إلى جعله يحصل على مباراة على بطولة دبليو دبليو إي الغير متنازع عليها في حدث سمرسلام 2002 ضد ذا روك. في 22 يوليو، انضم ليسنر إلى قائمة مصارعي سماكدون!. وبعد عداوة سريعة مع هوليوود هوغن، بدأ ليسنر عداوة مع بطل بطولة دبليو دبليو إي الغير متنازع عليها ذا روك في أغسطس 2002. لعب ليسنر ضد ذا روك في مباراة ثلاثية في حدث فينجنس ضمتهما وضمت أيضًا تربل إتش، غير أنه فشل في هزيمة ذا روك. في الحدث الرئيسي في حدث سمرسلام، فاز ليسنر على روك باستخدام كرسي معدني وبالتدل من بول هيمان ليصبح بطل دبليو دبليو إي بلا منازع. ومع فوزه في سن 25، أصبح ليسنر أصغر بطل لبطولة دبليو دبليو إي في التاريخ (وهو رقم قياسي حققه ذا روك ولا يزال ليسنر محافظًا عليه حتى الآن). وبما أن البطولة يدافع عنها في راو وسماكداون!، توقع إريك بيشوف مدير عام راو من ليسنر أن يدافع عن البطولة في راو بعدها بليلة، غير أن مدير عام سماكداون! ستيفاني مكمان قالت بأن عقد ليسنر يخوله الدفاع عن البطولة في سماكداون! فقط. مما اضطر بيشوف لصنع بطولة العالم للوزن الثقيل خاصة فقط بقسم راو، وألغي مسمى بطولة دبليو دبليو إي الغير متنازع عليها ليصبح فقط بطولة دبليو دبليو إي.
تسبب الارتفاع السريع لنجومية ليسنر عام 2002 في عداوة مع أندرتيكر. حيث لعب ضده في حدث أنفورغيفن. انتهت المباراة بالإبطال المزودج حيث حافظ ليسنر على البطولة. بعدها بشهر تواجه مع أندرتيكر مرة ثانية في حدث نوميرسي في مباراة «هيل إن سيل» (بالعربية: الجحيم في زنزانة). ولكن قبل بداية المباراة قام ليسنر بسكر يد أندرتيكر. على الرغم من أن بول هيمان توسل ل فينس مكماهون بألا يستعمل أندرتيكر يده كسلاح، إلا أن طلبه رفض الطلب واستمرت المباراة على النحو المخطط له. وبعد مباراة نزف فيها المصارعان وحتى بول هيمان نفسه، فاز ليسنر عندما عكس حركة تومبستون بايلدرايفر إلى حركة إف-5. وبعد ستة أيام من المباراة، لعب ليسنر وبول هيمان ضد إيدج في مباراة هاندي كاب على بطولة دبليو دبليو إي أقيمت في حدث ريبليون حيث استطاع ليسنر بنجاح أن يحافظ على البطولة.
الخصم القادم ل ليسنر كان بيغ شو. وعلى الرغم من توسلاتبول هيمان له بألا يلعب ضد بيغ شو. رفض ليسنر وخسر البطولة في حدث سورفايفور سيريس في ماديسون سكوير غاردن عندما انقلب عليهبول هيمان وكانت تلك أول خساراة له بالتثبيت طوال مشواره في دبليو دبليو إي ونتيجة لذلك، تحول ليسنر إلى محبوب. وبعد حدث سورفايفور سيريس، قالبول هيمان أن ليسنر لن يحصل على مباراة إعادة على البطولة. وذهب أبعد من ذلك قائلاً أن هناك بندًا خاصًا في عقده. انتقم ليسنر من شو وهيمان عندما تدخل في مباراة شو التي كانت على البطولة ضد كيرت أنجل في حدث ارماغيدون عندما ضربه ليسنر بحركة إف-5 حيث سمح هذا لأنجل بالفوز بالمباراة والبطولة. في الحلقة التالية من سماكداون!، قدم أنجل هيمان كمديره الجديد، وعلى الرغم من أنه وعد ليسنر بمباراة على البطولة في وقت سابق من نفس الليلة، إلا أنع أعلن أنه لن يواجه ليسنر على البطولة. ثم تعرض ليسنر للضرب من شو وأنجل بعد الحدث الرئيسي، غير أن البطل السابق انتقم منهما بعد انتهاء البث. وبعد أن ضرب مرة أخرى ووبخ من هيمان، تعافى ليسنر وبدأ في ضربهما حيث ضرب بيغ شو بحركة كلوزلاين وأسقطه خارج الحلبة ثم ضربه عندما عاد إلى الحلبة بكرسي معدني. بهذا، أصبح أنجل وحده مع ليسنر. حيث هرب أنجل من الحلبة وطارده ليسنر حتى ضربه بحركة إف-5 على أحد أعمدة الحلبة وأصيب أنجل في ركبته. وبعد توجه المسعفين إلى أنجل، أنهى ليسنر هجومه بتنفيذ حركة ني بار حيث كسر رجل البطل أنجل (محور قصة).
ومع غياب أنجل المؤقت بسبب الإصابة، أستؤنفت عداوة ليسنر وبيغ شو وهيمان وبلغت ذروتها في حدث رويل رامبل 2003 الذي جرى في يناير 2003، عندما هزم ليسنر شو في مباراة كانت على التأهل إلى مباراة رويل رامبل. دخل إلى المباراة ورقمه 29 حيث أستطاع إزالة القضاء هو مات هاردي وفريق أنجل الذي كان يتألف من تشارلي هاس وزميله السابق في منظمة أو في دبليو شيلتون بنجامين الذين كان أنجل مرشدًا لهما وفاز بالمباراة في النهاية عن طريق رمي أندرتيكر الذي كان آخر الداخلين للمباراة من فوق الحبال. وبفوزه بالمباراة، أصبح ل ليسنر الحق في مواجهة أنجل في راسلمينيا 19 على بطولة دبليو دبليو إي.

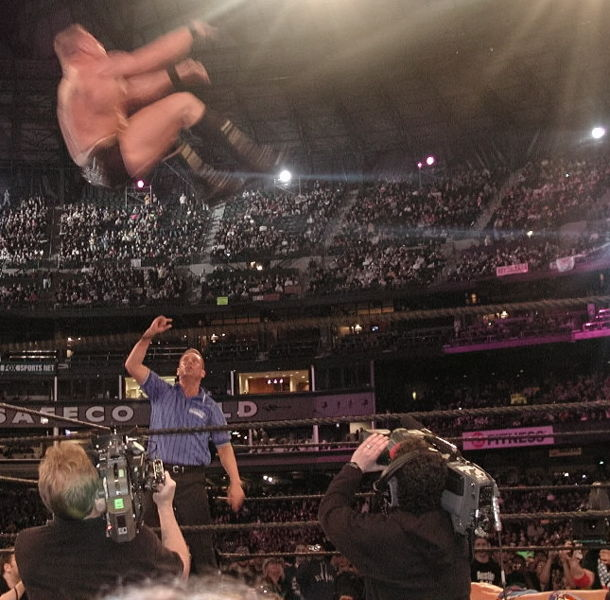
عانى ليسنر من إغماء بعد أن نفذ حركة شوتنغ ستار بريس بشكل خاطىء في راسلمينيا 19.

بعد فوزه في مباراة رويل رامبل، واصل ليسنر عداوته مع كيرت أنجل، وهيمان، وحلفائهما حيث لعب ليسنر وكريس بينويت ضد أنجل وفريقه في مباراة ثلاثة ضد اثنان في حدث نو واي آوت حيث فازا على أنجل وحلفائه. وأثناء مباراتهما في راسلمينيا 19، حاول ليسنر أن ينفذ حركة شوتنغ ستار بريس التي ينفذ مصارعو الوزن الخفيف على أنجل غير أنه أخطأ على الرغم من نجاحه في تنفيذها خلال تدربه في أو في دبليو بسبب مبالغته في تقدير المسافة بينه وبين أجل وبدلاً عن ذلك، ضرب رأسه في جانب قفص أنجل الصدري وأغمي عليه حيث حاول أنجل أن ينهي المباراة خلافًا لمحور القصة لاعتقاده بأن ليسنر قد أغمي عليه بشكل تام. ليسنر اصيب بارتجاج شديد من هذه الحركة لكنه أستطاع أن يخرج من ثبيت أنجل له وتمكن من تثبيت أنجل بعد أن ضربه بحركة إف-5 ليربح بطولة دبليو دبليو إي للمرة الثانية. انتهت العداوة بعد ذلك، حيث اضطر أنجل إلى الخضوع لعملية جراحية في العنق وغاب عدة أشهر.
بعد راسلمينيا، بدأ جون سينا باستهداف ليسنر وهذا أدى مباراة بين سينا ضد ليسنر على بطولة دبليو دبليو إي في حدث باكلاش حيث احتفظ ليسنر بالبطولة بنجاح. غير أنه في وقت سابق من الحدث، تسبب بيغ شو بإصابة راي مستيريو بإصابات بالغة. وأدى هذا إلى قيام ليسنر بتجديد عداوته مع بيغ شو وأدى ذلك إلى مباراة نقالة بينهما في حدث جدجمنت داي حيث أستطاع ليسنر المحافظة على البطولة بنجاح بعد أن ساعده مستريو. وخلال مباراة مخطط لها في سماكداون!، قام ليسنر بتنفيذ حركة سوبربلكس على بيغ شو من زواية الحلبة وأدى هذا إلى انهيار الحلبة. في حدث فينجينس، خسر ليسنر لقبه لمصلحة انجل في مباراة إزالة ثلاثية تضمنهما.

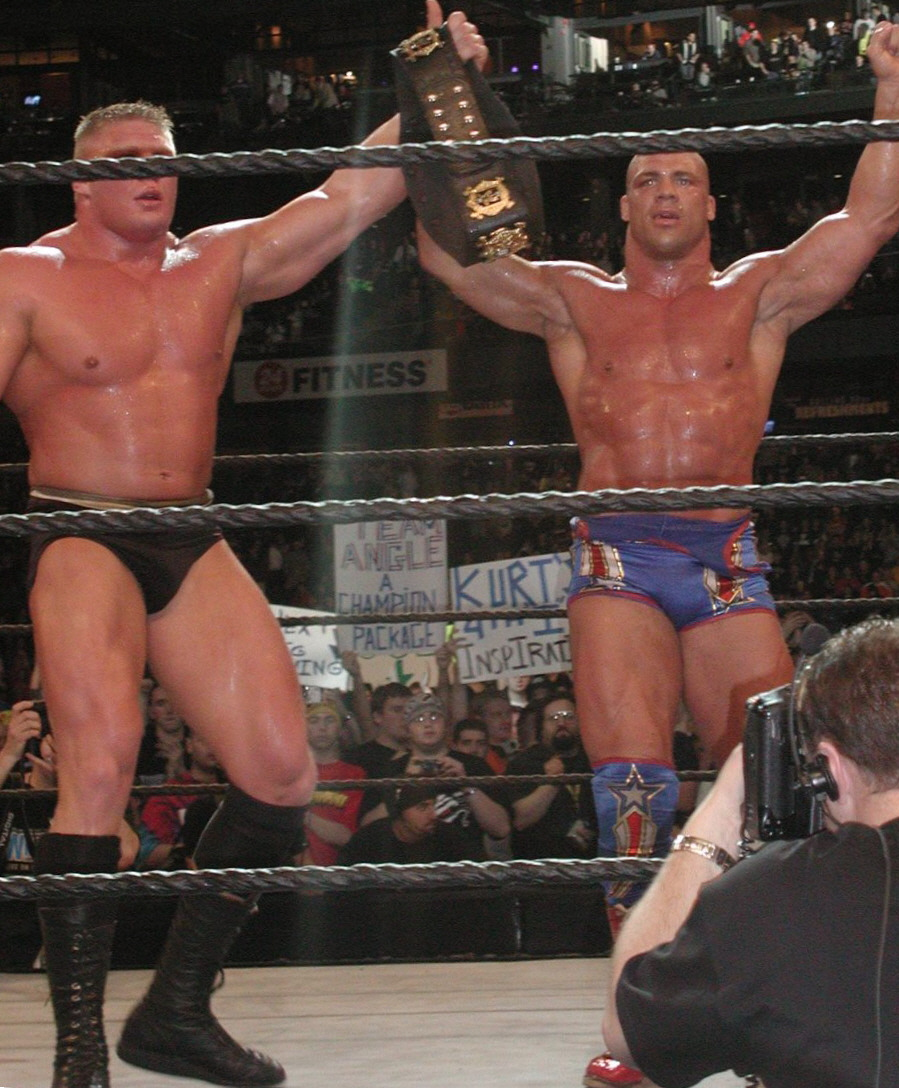
ليسنر وكيرت أنجل بعد مباراة بطولة دبليو دبليو إي راسلمينيا 19

قبل حدث سمرسلام، تجول ليسنر إلى مكروه بخيانته لكيرت أنجل. وهو ما أدى إلى مباراة إعادة في هذا الحدث. خسر ليسنر عندما استسلم لحركة قفل الحاكل التي نفذها أنجل. وأقيمت مباراة إعادة مباراة ثانية بين ليسنر وأنجلوهذه المرة كانت من نوع آيرون مان «مباراة الرجل الحديدي» حيث لعبت في وقت لاحق في حلقة سماكداون!.هزم لسينر أنجل عندما حقق خمس أهداف مقابل أربعة لكيرت. وأصبحت تلك المباراة إحدى أفضل مباريات سماكداون!. فاز ليسنر عندما نفذ أنجل حركة قفل الكاحل على ليسنر ولم يستسلم ليسنر على الرغم من بقاء ثواني قليلة لانتهاء المباراة. وهذا ما جعله بطل دبليو دبليو إي للمرة الثالثة. لعب ليسنر ضد المنافس الأول أندرتيكر وفاز عليه في حدث نوميرسي. حيث تسبب ليسنر بخسارة أندرتيكر للبطولة في مباراة ضد أنجل الذي كان البطل حينها. ثم تصالح ليسنر مع بول هيمان وأصبح هيمان بعد ذلك المدير العام سماكداون!. شكل ليسنر فريقًا مع بيغ شو، ومات مورغان، وإيه-تراين، وناثان جونز حيث لعبوا في مباراة سورفايفور سيريس لعشرة مصارعين. وفي ذروة المباراة، أصبح كريس بينويت ثاني شخص يجعل ليسنر يستسلم. ثم انتقم ليسنر من بنويت في مباراة فردية بأسبوعين جرت على بطولة دبليو دبليو إي في سماكداون! حيث فاز على بينويت بعد أن نفذ حركة استسلام جديدة اسمها بروك لوك.

#### عداوة مع غولدبيرغ والمغادرة (2003-2004)

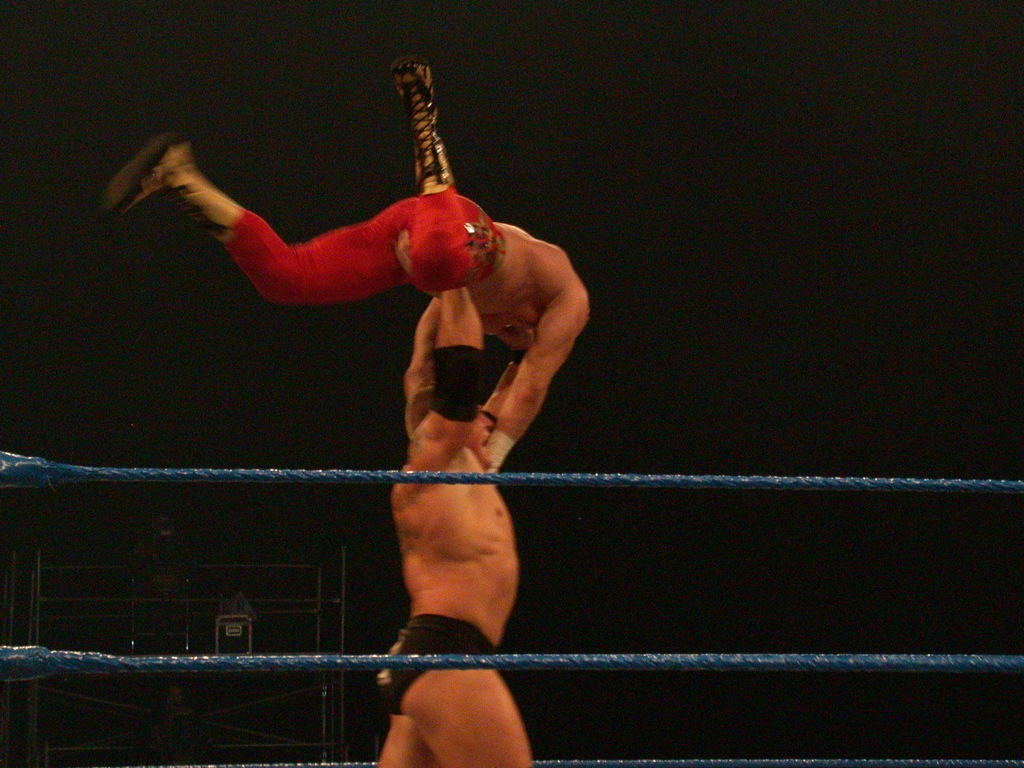
ليسنر يضرب تشافو غيريرو في تسجيل مباريات سماكداون في 10 فبراير، 2004

شهد حدث سورفايفور سيريس التقاء ليسنر ب غولدبيرغ لأول مرة. وهو الرجل الذي كان ليسنر يقارنه به نظرًا لتشابه بنية جسمهما القوية، وفوزهما الدائم في المباريات. إدعى ليسنر في مقابلة وراء الكواليس انه يمكن أن يفوز على أي شخص في العالم. مما أدى إلى قيام غولدبيرغ بقطع المقابلة وتقديم نفسه إلى ليسنر الذي صافحه قبل أن يغادر وهو ينظر إليه. ثم بدأ ليسنر عداوة مع هاردكور هولي. وهو في محور القصة عاد لكي ينتقم من ليسنر الذي كسر عنقه حقيقةً عام 2002 بعد أن ضربه بحركة بورموب في سماكداون!. أدت تلك الإصابة إلى إجراء هولي عملية جراحية في عنقه وغيابه عن المصارعة لمدة عام. في حدث رويل رامبل 2004، فاز ليسنر على هولي ليحافظ بذلك على بطولة دبليو دبليو إي. وفي وقت لاحق من نفس الليلة، تدخل ليسنر في مباراة رويل رامبل حيث هاجم غولدبيرغ وضربه بحركة إف-5 وهو ما أدى إلى جعل كيرت أنجل يرمي بغولدبيرغ من فوق الحبل ويقصيه من المباراة.
في فبراير 2004، واجه ليسنر إدي غيريرو على البطولة في حدث نو واي أوت 2004. خلال المباراة، تدخل غولدبيرغ وضرب ليسنر بحركة سبير وهو ما سمح لغيريرو بأن يضرب ليسنر بحركة فروغ سبلاش ويربح المباراة واللقب. أدى هذا إلى مباراة بين ممثل سماكداون «ليسنر» وممثل راو «غولدبيرغ» في راسلمينيا 20. خلال عداوته مع غولدبيرغ، بدأ ليسنر عداوة مع لاعب راو ستون كولد ستيف أوستن (الذي أقترح على غولدبيرغ أن يضرب ليسنر في حدث نو واي أوت). وعندما قام ليسنر بمهاجمة أوستن في راو، سرق دبابه ذو الأربع عجلات وهو ما جعل أوستن الحكم الضيف لمباريتهما في راسلمينيا. وراء الكواليس، عُرف على نطاق واسع أن المباراة ستكون آخر مباراة لغولدبيرغ في دبليو دبليو إي. وقبل أسبوع واحد فقط من راسلمينيا، ظهرت شائعات بأن ليسنر أيضا سيترك دبليو دبليو إي من أجل مواصلة مسيرته في دوري كرة القدم الأمريكية. ونتيجة لذلك، فشلت مباراة ليسنر مع غولدبيرغ وبدأ المشجعين في حلبة ماديسون سكوير غاردن بالاستهزاء منهما وبدأ أن الجمهور يدعم أوستن فقط. وعلى الرغم من أن غولدبيرغ فاز في المباراة، قام أوستن بضربهما بحركة ستنر قبل أن يخرجوا من الحلبة.

### نيو جابان برو ريسلينغ (2005-2007)
في 8 أكتوبر، 2005، فاز ليسنر ببطولة آي دبليو جي بي للوزن الثقيل في مباراة ثلاثية جرت في منظمة نيو جابان برو ريسلينغ (إن دبليو جي بي) في قبة طوكيو. المباراة ضمته هو وبطل البطولة كازويكي فوجيتا وماساهيرو تشونو. ربح ليسنر البطولة بتثبيته لماساهيرو بعد أن ضربه بحركة إف-5 التي غير اسمها إلى ذا فيردكيت (بالعربية: القرار) بسبب امتلاك منظمة دبليو دبليو إي لاسم إف-5. بعد المباراة، قال ليسنر أن اسم الحركة يشير إلى دعواه القضائية ضد دبليو دبليو إي. المباراة كانت أول مباراة له منذ أن ترك دبليو دبليو إي. ليسنر هو أحد الأمريكيين القلائل الذين حملوا هذه البطولة.
في 6 ديسمبر، رفعت دبليو دبليو إي طلب تقييد حركة مؤقت ضد ليسنر لمنعه من العمل لمنظمة إن جي بي دبليو غير أن المحكمة لم تمنح الحق لدبليو دبليو إي وهذا ما سمح ل ليسنر بأن يلعب مباراتان ليستا على البطولة ضد مانابو ناكانيشي ويوغي ناغاتا. دافع ليسنر بنجاح عن بطولته في 4 يناير، 2006 ضد البطل السابق شينسوكي ناكامورا. في 13 يناير، قامت دبليو دبليو إي مجددًا بأمر قضائي ضد ليسنر من أجل منعه من الدفاع عن بطولة آي دبليو جي بي للوزن الثقيل في مباراة مقررة في 19 مارس. غير أن الأمر لم يمنح لدبليو دبليو إي حيث لعب مباراة فرق ثنائية مع شينسوكي ناكامورا ضد اكيبونو وراكي تشوشو في قاعة السومو في 1 فبراير حيث فاز بعد أن نفذ حركة ذا فيردكيت على تشوشو. في 19 مارس في قاعة السومو، حافظ ليسنر على بطولته ضد مصارع السومو السابق اكيبونو بعد أن ضربه ليسنر بحزام البطولة وبحركة دي دي تي. دافع ليسنر عن بطولته بنجاح ضد الفائز بكأس نيو جابان جاينت بردنارد في مباراة أقيمت في 3 مايو، 2006 في فوكوكا في أول مباراة في إن جي بي دبليو من نوع أمريكي ضد أمريكي منذ مباراة من نفس النوع أقيمت العام 1990 كانت بين فيدر ضد ستان هانسين.
في 15 يوليو، 2006، أعلنت منظمة إن جي بي دبليو أنها قد سحبت بطولة آي دبليو جي بي للوزن الثقيل من ليسنر بسبب عدم رجوعه لليابان من أجل الدفاع عن البطولة بسبب «مشاكل في تأشيرة الدخول». تم تحديد دورة إزالة في 16 يوليو لتحديد البطل الجديد حيث فاز هيروشي تاناهاشي بالدورة وهو المصارع الذي كان يفترض بليسنر أن يواجهه. غير أن ليسنر واصل حمله للحزام الطبيعي حتى آواخر يونيو 2007.
بعد سنة واحدة تقريبًا، وبالتحديد في 29 يونيو، 2007، دافع ليسنر عن بطولة آي دبليو جي بي للوزن الثقيل الخاصة به في منظمة أنوكي جينم فيدرايشن (أي جي إف) (مروج أي جي إف أنطونيو أنوكي كان يرى في نظره أن ليسنر هو بطل آي دبليو جي للوزن الثقيل الحقيقي لأنه لم يخسر البطولة أساسًا) ضد بطل بطولة تي إن إيه العالمية للوزن الثقيل كيرت أنجل في مباراة بطل ضد بطل. فاز أنجل على ليسنر عندما استلم ليسنر لحركة قفل الكاحل التي نفذها أنجل. فوز أنجل بالحزام معترف به في آي جي إف وتي إن إيه لكنه غير معترف به في إن جي بي دبليو. أنجل بعد المباراة تحدى ليسنر لمباراة فنون قتالية مختلطة. المباراة كانت آخر مباريات ليسنر في مصارعة المحترفين حتى عودته إلى دبليو دبليو إي في أبريل 2012.

#### دعوى قضائية
وقع ليسنر في وقت سابق عند انضمامه إلى دبليو دبليو إي للمرة الأولى بندًا يمنعه من العمل إذا ترك دبليو دبليو إي لأي منظمة رياضية ترفيهية قبل يونيو 2010. وعندما ترك ليسنر دبليو دبليو إي في العام 2004، كان قد قرر أن يبدأ مسيرةً في دوري كرة القدم الأمريكية. غير أن عدم نجاحه في هذا المجال جعله يقيم دعوى قضائية ضد دبليو دبليو إي من أجل إلغاء هذا البند. غير أن دبليو دبليو إي طالبت بالتعويض نتيجة لعودة ليسنر إلى مصارعة المحترفين من بوابة منظمة نيو جابان برو ريسلينغ عام 2004. في يوليو 2005، أسقط الطرفان دعواهما ودخلا في مفاوضات لتجديد علاقة العمل. عرضت منظمة دبليو دبليو إي على ليسنر عقدًا إلا أن دبليو دبليو إي ذكرت لاحقًا في موقعها الرسمي في 2 أغسطس، 2005 أن ليسنر انسحب من المفاوضات لم تعد له أي علاقة بالمنظمة. بعد ذلك، تم التفاوض لتسوية القضية غير أن المحادثات بين الطرفين انهارت.
في 14 يناير، 2006، طلب القاضي كريستوفر دروني من دبليو دبليو إي إعطائه سببًا مقنعًا لمنع بروك ليسنر من العمل لأي منظمة ترفيهية رياضية خلال الفترة من 14 وحتى 25 يناير وإلا، فإنه سيحكم لمصلحة ليسنر. غير أن منظمة دبليو دبليو إي طلبت منحها وقتًا أطول للرد. في 24 أبريل، أعلنت منظمة دبليو دبليو إي في موقعها الرسمي أنها هي وليسنر اتفقا على إسقاط الدعوى المرفوعة من ليسنر على دبليو دبليو إي.

### العودة إلى دبليو دبليو إي (2012- حتى الآن)

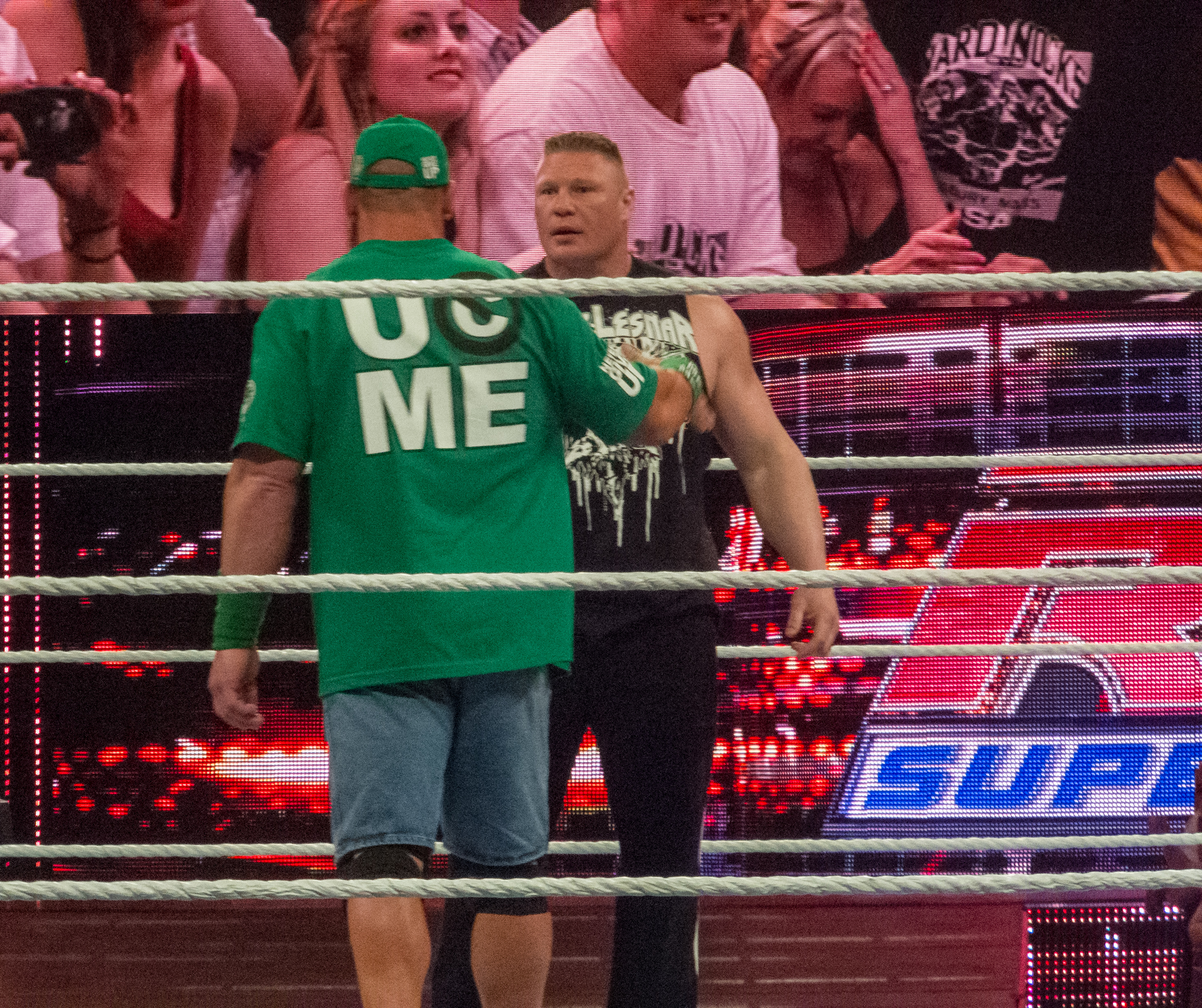
ليسنر بعد عودته ينظر إلى جون سينا

في 2 أبريل، 2012، عاد ليسنر إلى دبليو دبليو إي حيث ظهر في نهاية حلقة دبليو دبليو إي راو بدلا من ذا روك الذي طلب جون سينا حضوره حيث قام بمصافحة سينا ثم ضربه بحركة إف-5. في الأسبوع التالي، قام المدير العام لراو وسماكداون جون لورينايتس بتقديم ليسنر بصفته «الوجه جديد للدبليو دبليو إي». كما أعلن لورينايتس بأن ليسنر سيواجه سينا في حدث إكستريم رولز. ثم جاء سينا إلى الحلبة وصفع ليسنر في وجهه مما جعل ليسنر يرد عليه ويجرح شفته. في 16 أبريل، أُعلن عبر موقع دبليو دبليو إي الرسمي، أن ليسنر سيواجه سينا في حدث إكستريم رولز في 29 أبريل. في المباراة، ظهر ليسنر بملابس جديدة وبنفس القفازات التي كان يرتديها في يو إف سي وخسر في المباراة لمصلحة سينا. في الليلة التالية في حلقة راو، عاد تربل إتش الرئيس التنفيذي للعمليات في دبليو دبليو إي إلى راو من أجل التكلم مع ليسنر حول مميزات عقده الجديد. حيث قال أنه لن يسمح لتلك البنود بالسريان. في نفس الليلة، حاول المدير العام لراو وسماكداون جون لورينايتس مقاطعة تربل إتش مرارًا حيث بدأ تربل إتش بالغضب منه. وحين حاول تربل إتش التكلم مع لورينايتس، قام ليسنر بمهاجمته من الخلف وتشاجر معه ذهابًا وإيابًا حتى قام بكسر يد تربل إتش عندما نفذ حركة «قفل كيمورا».
في الاسبوع التالي عاد بول هيمان إلى منظمة دبليو دبليو إي بوصفه الممثل القانوني ل ليسنر وأعلن أن ليسنر قد ترك دبليو دبليو إي. في الأسبوع التالي، أعلن هيمان أن ليسنر رفع دعوى قضائية ضد دبليو دبليو إي بسبب الإخلال بالعقد. في حدث نو واي أوت، تحدي تربل إتش ليسنر، الذي كان غائبًا، إلى مباراة في حدث سمرسلام، غير أن هيمان رفض التحدي أثناء حلقة راو التي جرت في الليلة التالية. خلال حلقة راو رقم 1000 التي جرت في 23 يوليو، وبعد أن قامت ستيفاني مكماهون بالهجوم على هيمان بسبب تحدثه على أبنائها، قام هيمان بتأكيد المباراة بين ليسنر وتربل إتش. ليسنر بدوره جاء إلى الحلبة وخاض شجارًا بسيطًا مع تربل إتش.
في حلقة راو التي جرت في 13 أغسطس، هوجم شون مايكلز في موقف السيارات من قبل ليسنر حيث حطم سيارته وحمله إلى الحلبة. وعندما وجدهما تربل إتش، كان ليسنر حينها ينفذ حركة قفل كيمورا على مايكلز. غير أنه عندما حاول الدخول للحلبة، هدده هيمان قائلاً أن ليسنر سيكسر يد مايكلز إذا اقترب أكثر. وعلى الرغم من خضوع تربل إتش لكلام هيمان، إلا أن ليسنر قام بكسر يد مايكلز قبل أن يهرب من الحلبة وعلامات الدهشة تبدو على وجه هيمان. بعدها بستة أيام وفي حدث سمرسلام وفي مباراة لقبت ب العاصفة الكاملة، فاز ليسنر على تربل إتش بالاستسلام عندما نفذ حركة قفل كيمورا على نفس اليد التي أصيبت سابقًا مما أدى إلى كسرها من جديد (محور قصة). في الحلقة التالية في راو، أعلن ليسنر أنه ملك الملوك الجديد ثم وعبر مقطع مصور في موقع تاوت أعلن تركه لدبليو دبليو إي مجددًا قائلًا أن فوزه على تربل إتش قد حقق له كل شيء.
عاد ليسنر في حلقة راو التي جرت في 28 يناير، 2013 حين واجه فينس ماكماهون الذي كان على بُعد ثواني فقط من طرد بول هيمان. وعلى الرغم من مناشدات هيمان له، قام ليسنر بضرب مكماهون بحركة إف-5، حيث كسر حوض ماكماهون. في الأسبوع التالي، كشفت المشرفة الإدارية لراو فيكي غيريرو أثناء برنامج تلفاز ميز مع ذا ميز أنها وقعت ليسنر إلى عقد جديد من أجل إبهار فينس مكماهون. بعد ذلك، دخل ليسنر إلى الحلبة حيث هاجم ذا ميز وضربه بحركة إف-5. في 25 فبراير، قام ليسنر بمقاطعة مباراة بين بول هيمان وفينس ماكماهون، مما أدى إلى مشاجرة بينه وبين العائد تربل إتش وهو ما أدى إلى جرح ليسنر في رأسه حيث عولج ب 18 غرزة. في الأسبوع التالي، أصدر تربل إتش تحديًا ل ليسنر حيث طلب مباراة إعادة معه في راسلمينيا 29، وهو التحدي قبله ليسنر ولكن بعد أن يوقع تربل إتش عقد المباراة ويختار ليسنر شرط المباراة. في الأسبوع التالي، بعد أن وقع تربل إتش عقد المباراة اعتدى على هيمان، الذي كشف أن شرط المباراة هو وضع مسيرة تربل إتش المهنية على المحك. في راسلمينيا 29، خسر ليسنر حين ضربه تربل إتش بحركة بيدغري على الدرج الحديدي. في حلقة راو التي جرت في 15 أبريل، هاجم ليسنرفريق 3 إم بي (هيث سلايتر، ودرو ماكنتاير، وجيندر ماهال) قبل أن يأتي بول هيمان ويتحدى تربل إتش لمواجهة ليسنر في مباراة قفص فولاذي في حدث إكستريم رولز، وهو تحدي قبله تربل إتش في حلقة راو التي جرت في 22 أبريل. ليسنر فاز بالمباراة.

### لقب اليونيفيرسال (2016-2019)
عادت عداوة بروك مع غولدبيرغ بعدما فاز على كيفن أوينز في فاستلاين، حيث كان الأثنين يتقاتلان في كل عرض رو حتى تقابلا في سورفايفر سيريس. وخسر بروك امام بيرغ في اقل من دقيقتين، وبعدها فاز على جولدبيرغ في راسلمنيا 33 ليفوز بلقب اليونيفيرسال، ثم دافع عنه في كثير من العروض، امام ساموا جو في جريت بولز اوف فاير وبرون سترومان في نو ميرسي وفي رباعية في سمرسلام وامام رومان رينز في راسلمنيا 34 ونجح في الحفاظ على لقبه حتى خسره امام رينز في سمرسلام عام 2018 بتدخل من برون وبعدها تدخل في مباراة برون ورينز في هيل ان سيل ليتواجهو الثلاثة في كروان جول لكن رينز اصيب بللوكيميا وتخلى عن لقبه ليفوز بروك بسهولة امام برون وينتزع اللقب، وخسره في راسلمنيا 35 امام سيث رولينز وفي ماني إن ذا بانك تدخل بروك واسقط مصطفى علي من اعلى السلالم وصعد وفاز بلحقيبة وصرفها على سيث في اكستريم رولز بينما سيث كان مشتتا بلهجوم على كوربن بعدما فشل بصرفه في سوبر شو داون (2019) ونجح بروك بنتزاع اللقب وفي سمر سلام في 2019 واجه سيث بعد فوزه في الباتل رويال ليخسر بروك امام سيث ويخسر لقبه.

## دوريكرة القدم الأمريكية(2004-2005)
بعد آخر مباراة له في راسلمينيا 20، قرر ليسنر التخلي عن مهنته كمصارع في دبليو دبليو إي من أجل تجريب حظه في دوري كرة القدم الأمريكية. هذه الخطوة أغضبت الكثير من المسئولين في دبليو دبليو إي. حيث بدأت المنظمة تشعر انها قد استثمرت بكثافة في ليسنر. وأكدت المنظمة في وقت لاحق رحيل ليسنر في موقعها الرسمي.
في وقت لاحق، قال ليسنر لبرنامج إذاعي في مينيسوتا أنه قضى ثلاث سنوات رائعة في دبليو دبليو إي، لكنه كبر وهو تعيس وكان يريد دائما أن يلعب كرة القدم للمحترفين، مضيفا أنه لا يريد أن يكون عمره 40 سنة وهو يتساءل عما إذا كان يمكنه أن يصبح لاعب كرة القدم. وفي مقابلة حول بدئه في دوري كرة القدم الأمريكية، قال ليسنر التالي:
لعب ليسنر لفريق مينيسوتا فايكنكز، حيث سبب جدلاً في بعض المباريات عندما بدء مشاجرات قصيرة وهو ما أثار رد فعل كبير من الجمهور. وبعد أن لعب في مباريات ما قبل بداية الموسم، أقصي ليسنر من المشاركة مع الفريق. ثم رفض دعوة الفريق باللعب كممثل للفريق في دوري إن إف إل يوربا لأنه أراد أن يكون أقرب إلى منزله مع عائلته.

## الفنون القتالية المختلطة

### هيروز (2007)
في 28 أبريل، 2006، ظهر ليسنر داخل الحلبة بعد نهاية مباراة في كي-1 هيرز في لاس فيغاس وأعلن عن نيته في الانضمام إلى منظمة للفنون القتالية المختلطة. تدرب ليسنر مع أكاديمية مينيسوتا للفنون القتالية على يد غريغ نيلسون ومساعد كبير مدربي المصارعة في جامعة مينيسوتا مارتي مورغان. في 12 أغسطس، أعلن ليسنر أنه قد وقع عقدًا مع منظمة كي-1. كان من المقرر أن تجري مباراته الأولى في 2 يونيو، 2007 في حدث كي-1 ديناميت!! يو إس إيه ضد تشوي هونغ مان من كوريا. غير أن مان أُستبدل قبل المباراة ب مين سو كيم. فاز ليسنر بالإخضاع بسبب الضربات في دقيقة واحدة و 9 ثوان من الجولة الأولى ويربح أول مباراة فنون قتالية رسمية له.

### ألتيميت فايتنغ تاشمبيونشيب (2008-2011)
. خلال حدث يو إف سي 77، أُعلن أن بروك ليسنر قد توصل إلى اتفاق للعب مع منظمة ألتيميت فايتنغ تشامبيونشيب (يو إف سي). في 2 فبراير، 2008، لعب ليسنر مباراته الأولى مع المنظمة في حدث يو إف سي 81: بريكنغ بوينت ضد بطل بطولة يو إف سي للوزن الثقيل السابق فرانك مير. خلال المباراة، خصمت نقطة واحدة من ليسنر بسبب ضربه لمير في الجزء الخلفي من الرأس، غير أن ليسنر فاز بالمباراة عن طريق الإخضاع عن نفذ حركة ني بار على ركبة مير حيث فاز بعد دقيقة واحدة و 30 ثانية من الجولة الأولى. ونظرا لكبر حجم يديه،  كان على ليسنر ارتداء قفازات مقاس 4إكس إل من أجل المباراة. حيث أصبح بذلك ثاني رجل في نيفادا يرتدي هذا النوع بعد تشوي هونغ مان. في حدث يو إف سي 82، أعلن أن بطل يو إف سي السابق وعضو قاعة المشاهير في يو إف سي مارك كولمان سيواجه ليسنر في مباراة في حدث يو إف سي 87: سييك اند ديستروي. غير أن كولمان اضطر للانسحاب من المباراة بسبب اصابة تعرض لها خلال التدريب. حيث استبدل ب هيث هيررنغ. وفي الثواني الأولى من الجولة الأولى، استطاع ليسنر إسقاط هيررنغ بضربة يمنى مستقيمة وواصلا المباراة على الأرضية حيث فاز ليسنر بالمباراة بالإجماع.
الخصم القادم ل ليسنر كان راندي كوتور لبطولة يو إف سي للوزن الثقيل في حدث يو إف سي 91:كوتور ضد ليسنر في 15 نوفمبر. ليسنر فاز بالمباراة والبطولة بالضربة الفنية القاضية في الجولة الثانية ليصبح بطل يو إف سي للوزن الثقيل.
في حدث يو إف سي 92 الذي جرى في 27 ديسمبر 2007، أصبح فرانك مير البطل المؤقت لبطولة يو إف سي للوزن الثقيل بهزيمته ل أنطونيو رودريغو نوغيرا وكان يفترض به مواجهة ليسنر لبطولة يو إف سي للوزن الثقيل الغير متنازع عليها خلال مباراة حجزت في حدث يو إف سي 98. وفور فوز مير على نوغيرا، صاح في وجه ليسنر الذي كان بين المشجعين قائلاً له: «أنت قد حصلت على حزامي».
ومع ذلك، وبسبب إصابة في ركبة مير، تم تأجيل مباراة دمج البطولتين التي كان يفترض بها أن تحدث في يو إف سي 98. الخبر أنتشر خلال بث يو إف سي 98 حيث حلت مباراة رشاد إيفانز ضد ليوتو ماتشيدا في مباراة على بطولة يو إف سي للوزن الخفيف الثقيل. فاز ليسنر بالمباراة التي أقيمت مع مير في 11 يوليو، 2009 أثناء حدث يو إف سي 100، عن طريق الضربة الفنية القاضية بعد أن سيطر خصمه طوال فترة المباراة. هذا الفوز جعل ليسنر يفوز بجائزة ضرب السنة من موقع شيردوغ لعام 2009. وهي جائزة يتقاسمها حاليًا مع أندرسون سيلفا بعد فوزه على فورست غريفين. وأثناء احتفاله بعد المباراة، رفع ليسنر إشارة الإصبع الأوسط في وجه الجمهور الذين كانوا لا يشجعونه ثم قال أن شركة مشروب بد لايت الراعي الرسمي للحدث «لن تدفع له شيء»، وقام بالترويج ل كوور لايت بدلا من ذلك. ثم قال لاحقًا أنه ربما «سيطلع فوق زوجته». لاحقًا أعتذر ليسنر عن تصرفه في مؤتمر صحافي له بعد المباراة، حيث حمل زجاجة بد لايت.
في 1 يوليو عام 2009، أفادت الأنباء أن الفائز في مباراة شين كاروين ضد كاين فيلاسكيز في حدث يو إف سي 104 سيواجه بروك ليسنر في ثاني دفاع عن لقبه في تاريخ لم يحدد بعد. التاريخ حدد لاحقًا حيث سيلعب ليسنر ضد كاروين في حدث يو إف سي 106 الذي سقام في 21 نوفمبر.
في 26 أكتوبر، 2009، أعلن أن ليسنر قد انسحب من بطاقة مباريات حدث يو إف سي 106 التي كان من المقرر أن يواجه فيها شين كاروين لبطولة يو إف سي للوزن الثقيل بسبب المرض. رئيس يو إف سي دانا وايت قال أن بروك كان مريضًا لمدة ثلاثة أسابيع، مدعيا أنه لم يكن مريضًا مثل هكذا في حياته، وأنه سيغيب لبعض الوقت لكي يتعافى. كما أعيد تحديد موعد مباراته مع كاروين إلى يو إف سي 108 الذي سيقام في أوائل عام 2010. في البداية، سعى ليسنر للعلاج في كندا، لكنه قال في وقت لاحق للصحفيين انه تلقى «معاملة العالم الثالث» بسبب وجود معدات معطوبة في مستشفى يقع في براندون، مانيتوبا. كما قال أن تلقيه العلاج في الولايات المتحدة سينقذ حياته. ليسنر الذي يصف نفسه بأنه محافظ ومؤيد للحزب الجمهوري في الولايات المتحدة قام بانتقاد الرعاية الصحية الكندية وكذلك قال إنه يشارك تجربته في محاولة للحديث «نيابة عن الأطباء في الولايات المتحدة الذين لا يريد إصلاح نظام الرعاية الصحية في العالم».
في 4 نوفمبر، تم التأكيد على معاناة ليسنر من عدد كريات الدم البيضاء، وأن مباراته مع كاروين ستؤجل لفترة أطول قليلا، وبالتالي تم إلغاء المباراة التي كانت ستجري في حدث يو إف سي 108. وفي خلال مؤتمر صحفي أقيم بعد حدث يو إف سي 105، قال دانا عن ليسنر: «انه ليس على ما يرام وانه لن يكون بخير في أي وقت قريب». بالإضافة إلى عدد كريات الدم البيضاء، تم الكشف عن أن ليسنر كان يعاني من حالة خطيرة من التهاب الرتوج واضطرابات معوية تتطلب عملية جراحية. وبعد مزيد من التشخيص، خضع ليسنر في 16 نوفمبر لعملية جراحية لإغلاق ثقب في الامعاء الغليظة تسبب في تسرب البراز في بطنه سبب له ألمًا وخراجات، وإثقال كاهل الجهاز المناعي. وبسبب مستوى الأضرار التي لحقت بنظام ليسنر، أشار الجراح إلى أن التقديرات تشير إلى أن الحالة المعوية كانت مستمرة لمدة عام.
في يناير 2010، أعلن ليسنر في برنامج سبورتس سينتر على قناة إي إس بي إن أنه سيعود إلى يو إف سي في صيف العام 2010. تم توقيع عقد المباراة بين فرانك مير وشين كاروين في 27 مارس في حدث يو إف سي 111 لتحديد بطل يو إف سي للوزن الثقيل المؤقت وخصم ليسنر القادم. شين كاروين فاز بالمباراة عندما هزم فرانك مير بواسطة الضربة الفنية القاضية في الجولة الأولى، ليصبح البطل الجديد المؤقت. بعد المباراة، بروك جاء إلى الحلبة، وقال: «لقد كانت مباراة جيدة، وأنا قد حصلت على حزام بطولة حقيقة».
واجه ليسنر شين كاروين في حدث يو إف سي 116 في مباراة دمج بطولتي الوزن الثقيل. وبعد أن طرحه كاروين أرضًا في وقت مبكر من الجولة الأولى، نجا من هجوم أرضي. وفي وقت مبكر في الجولة الثانية، استطاع ليسنر أن يرمي كاروين إلى الأسفل ويسيطر عليه من الجانب وينهي المباراة بحركة مثلث خنق الذراع. وبسبب فوزه، أصبح ليسنر مجددًا بطلا بلا منازع لبطولة يو إف سي للوزن الثقيل، وكسب أيضًا أول يو إف سي استسلام لليلة، كما أعطى كاروين خسارته الأولى.
كان دفاع ليسنر المقبل كان ضد المنافس الأعلى الغير مهزوم كاين فيلاسكيز في 23 أكتوبر، 2010، في مركز هوندا في كاليفورنيا، انهايم في حدث يو إف سي 121. دانا وايت أعلن عبر برنامج سبورتس نايشن أن يو إف سي ستعيد برنامج يو إف سي برايم تايم من أجل الترويج لمباراة ليسنر ضد فيلاسكيز. ليسنر خسر من قبل فيلاسكيز في مباراة على بطولة يو إف سي للوزن الثقيل عن طريق الضربة الفنية القاضية في الجولة الأولى في حدث يو إف سي 121 في 23 أكتوبر، 2010.
في 11 يناير، 2011، كُشف عن أن ليسنر سيكون واحدًا من المدربين في برنامج ذا ألتيميت فايتر الموسم 13 مقابلًا جونيور دوس سانتوس، من المتوقع أن يواجه الاثنان بعضهما البعض في 11 يونيو، 2011 في حدث يو إف سي 131. ليسنر، تعرض مع ذلك، إلى موجةً من التهاب الرتوج واضطر إلى الانسحاب من المباراة في 12 مايو، 2011. حل محله شين كاروين مكانه الذي خسر ضد دوس سانتوس في حدث يو إف سي 131.
خضع ليسنر لعملية جراحية في 27 مايو، 2011، للتخلص من التهاب الرتوج. رئيس يو إف سي دانا وايت قال أنه قد تم استئصال 12 بوصة من قولون ليسنر.
في مجلة إي إس بي إن في عددها الصادر في مايو 2011، نشرت خبرًا حول أعلى الرياضيين راتبًا على أساس الراتب الأساسي والأرباح للسنة التقويمية الأخيرة أو الموسم في 30 رياضة. بروك ليسنر تصدر لائحة لاعبو الفنون القتالية المختلطة ب 3,5 مليون دولار، التي شملت رواتب مبارياته والمكافآت التقديرية التي يحصل عليها عند كل حدث الدفع مقابل المشاهدة.
في صيف 2011، أعلن ليسنر انه مستعد للعودة قائلًا: «أشعر وكأنني رجل جديد، صحي، وقوي، وأشعر كما كنت أشعر».
كان من المقرر أن تكون مباراة عودته ليكون في حدث يو إف سي 141 في 30 ديسمبر في لاس فيغاس ضد بطل الوزن الثقيل السابق في منظمة سترايك فورس للفنون القتالية المختلطة ألستار أوفريم. كان على ليسنر خفض وزنه من أجل تلبية الحد الوزن المطلوب وهو 256 باوند الذي يؤهله. خلال المباراة، استهدف أوفريم القسم الوسطي في خصمه وتمكن من تسديد عدة ضربات قبل أن يسدد ركلةً قوية على ليسنر في ركبته مما تركه فريسة لوابل من اللكمات مما أدى إلى قيام الحكم بوقف المباراة وإعلان أوفريم الفائز عن طريق الضربة الفنية القاضية بعد دقيقتين و 26 ثانية من الجولة الأولى. بعد الهزيمة، أعلن اعتزاله ليسنر من الفنون القتالية المختلطة، مشيرا إلى معاناته من التهاب الرتوج وقال: «هذه الليلة كانت آخر مرة ترونني فيها هنا». رئيس يو إف سي دانا وايت علق على الأمر قائلًا أن قرار ليسنر بالاعتزال لم يكن مفاجئا له.

## الظهور الإعلامي
ظهر ليسنر في ألعاب الفيديو دبليو دبليو إي سماكداون! هير كمز ذا باين وهي لعبة فيديو سميت تيمنًا بمقولة قالها معلق دبليو دبليو إي تازز عن ليسنر «هنا يأتي الألم». ألعاب الفيديو الأخرى التي ظهر فيها ليسنر تشمل: دبليو دبليو إي سماكداون! شت يور ماوث، ودبليو دبليو إي راسلمينيا 19، ودبليو دبليو إي كراش هور، ودبليو دبليو إي رو 2، مايدن إن إف إل 06، ويو إف سي 2009 أندسبيوتيد، ويو إف سي أندسبيوتد 2010، والنسخة الخاصة ب بلاي ستيشن 2 ريسل كنغدوم ومؤخرًا دبليو دبليو إي 2012 ودبليو دبليو إي 13. ومع إطلاق لعبة يو إف سي أندسبيوتد 2010، أصبح ليسنر هو أول رجل يظهر على غلاف لعبة دبليو دبليو إي ويو إف سي.
ظهر ليسنر على غلاف مجلة فليكس ماغازين. ورد ليسنر في مجلة سيتي بيجس في منيابولس في فبراير 2008. في فبراير 2008، ورد ليسنر في غلاف مجلة مسل آند فيتنس.
في 2003، أصدرت منظمة دبليو دبليو إي دي في دي عن ليسنر بعنوان بروك ليسنر: هير كمز ذا باين. القرص غطى مسيرة المهنية ليسنر حتى العام 2003. كما ورد به بعض أكبر مبارياته. ليسنر يملك خط ملابس خاص بالفنون القتالية المختلطة يدعى «ديث كلاتش» (بالعربية: قبضة الموت).

## الحياة الشخصية
ترعرع ليسنر في مزرعة في داكوتا الجنوبية، وانضم في وقت لاحق إلى الحرس الوطني الأمريكي وعمره 17 عامًا. في يناير 2001، اعتقل ليسنر لحصوله على كميات كبيرة من ما كان يزعم أنه منشطات سترويد. غير أن التهم اسقطت عنه في وقت لاحق عندما اكتشف أن هذه المواد كانت في الواقع عبارة عن هرمونات النمو قانونية. محاميه وصفها لاحقا بأنها «نوع من الفيتامينات».
ليسنر لديه ابنة واحدة اسمها ميا لين ولدت في 10 أبريل، 2002، من خطبيته السابقة نيكول. ترك ليسنر نيكول عام 2003 من أجل الديفا رينا ميرو التي كانت تلعب في قسم سماكداون! باسم سايبل. سايبل حينها كانت قد طلقت مؤخرا من المصارع مارك ميرو. خطب الثنائي في 2004 وانفصلا في 2005. غير أنهما عادا لبعضهما في وقت لاحق من تلك السنة وتزوجا في 6 مايو، 2006. ميرو تزوجت ليسنر وهي لديها ابنة واحدة من زوجها السابق مارك ميرو واسمها ماريا. أنجب الزوجان طفلهما الأول وهو ابن سمي ترك في يونيو 2009. كما أنجبا طفلهما الثاني وهو ابن اسمه ديوك في يوليو 2010.
ليسنر لديه العديد من الأوشام أبرزها جمجمة منمنمة في وسط ظهره، وسيف كبير على صدره.
من المعروف عن ليسنر محافظته على خصوصية حياته الشخصية والابتعاد عن مناقشتها عند إجرائه لمقابلات:
| بروك ليسنر | انه امر اساسي للغاية بالنسبة لي. أنا بسيط للغاية: أتمرن، وأنام، وأجلس مع عائلتي، وأصارع. إنها حياتي. أنا أحب ذلك. لقد كنت أمام الكاميرات لمدة 10 و 12 عامًا. كنت نجمًا في جامعة مينيسوتا. ذهبت إلى وورلد ريسلينغ إنترتاينمينت (دبليو دبليو إي). تمنيت أن أكون لاعب كرة قدم أمريكية. وها أنا أصبحت بطل بطولة يو إف سي دبليو للوزن الثقيل. أنا لا أتكلم عن حياتي الخاصة أمام المعجبين. غير أنه وفي عالمنا الحاضر، وفي ظل وجود الشبكة العنكبوتية والكاميرات والهواتف النقالة، أحب أن أتصرف بكل إعتيادية. كأنني أعيش في غابة أعيش فيها حياتي. جئت من لا شيء وقد تكون في أي لحظة لا شيء. | بروك ليسنر |

في 15 ديسمبر، 2011، اتهم ليسنر بمخالفات في الصيد أثناء رحلة إلى ألبرتا في 19 نوفمبر، 2010. وأثناء مثوله أمام محكمة في مدسين هات في 20 ديسمبر، تم إسقاط تهمتين. لكن أقر بأنه مذنب في تهمة وضع علامات غير لائقة على حيوان. تم تغريم ليسنر 1725 دولار أمريكي ومنعه من الصيد لمدة ستة أشهر.

## سجل الفنون القتالية المختلطة
| النتيجة | السجل | الخصم         | الطريقة                                                                  | الحدث               | التاريخ         | الجولة | الزمن | المكان                                         | ملاحظات                                                                                |
| ------- | ----- | ------------- | ------------------------------------------------------------------------ | ------------------- | --------------- | ------ | ----- | ---------------------------------------------- | -------------------------------------------------------------------------------------- |
| خسِر     | 5–3   | ألستار أوفريم | ركلة على المعدة (لم يتابع المباراة بعدها) جلس ثم تلقى ضربات فنيه (لكمات) | يو إف سي 141        | 30 ديسمبر، 2011 | 1      | 2:26  | لاس فيغاس، الولايات المتحدة الأمريكية          | أعلن إعتزاله بعد المباراة                                                              |
| خسِر     | 5–2   | كاين فيلاسكيز | ضربة فنية قاضية (لكمات)                                                  | يو إف سي 121        | 23 أكتوبر، 2010 | 1      | 4:12  | أنهايم، كاليفورنيا، الولايات المتحدة الأمريكية | خسر بطولة يو إف سي للوزن الثقيل                                                        |
| فاز     | 5–1   | شين كاروين    | استسلام (مثلث خنق الذراع)                                                | يو إف سي 116        | 3 يوليو، 2010   | 2      | 2:19  | لاس فيغاس، الولايات المتحدة الأمريكية          | دافع عن بطولة يو إف سي للوزن الثقيل. وحد يو إف سي للوزن الثقيل المؤقتة؛ استسلام الليلة |
| فاز     | 4–1   | فرانك مير     | ضربة فنية قاضية (لكمات)                                                  | يو إف سي 100        | 11 يوليو، 2009  | 2      | 1:48  | لاس فيغاس، الولايات المتحدة الأمريكية          | دافع عن بطولة يو إف سي للوزن الثقيل. وحد يو إف سي للوزن الثقيل المؤقتة                 |
| فاز     | 3–1   | راندي كوتور   | ضربة فنية قاضية (لكمات)                                                  | يو إف سي 91         | 15 نوفمبر، 2008 | 2      | 3:07  | لاس فيغاس، الولايات المتحدة الأمريكية          | فاز ببطولة يو إف سي للوزن الثقيل.                                                      |
| فاز     | 2–1   | هيث هيررنغ    | قرار (بالإجماع)                                                          | يو إف سي 87         | 9 أغسطس، 2008   | 3      | 5:00  | منيابولس، مينيسوتا، الولايات المتحدة الأمريكية |                                                                                        |
| خسِر     | 1-1   | فرانك مير     | استسلام (مسكة الركبة)                                                    | يو إف سي 81         | 2 فبراير، 2008  | 1      | 1:30  | لاس فيغاس، الولايات المتحدة الأمريكية          |                                                                                        |
| فاز     | 1–0   | مين سو كيم    | استسلام (ضربات)                                                          | ديناميت!! يو إس إيه | 2 يونيو، 2007   | 1      | 1:09  | لوس انجيليس، الولايات المتحدة الأمريكية        |                                                                                        |

## في المصارعة
- الضربة القاضية

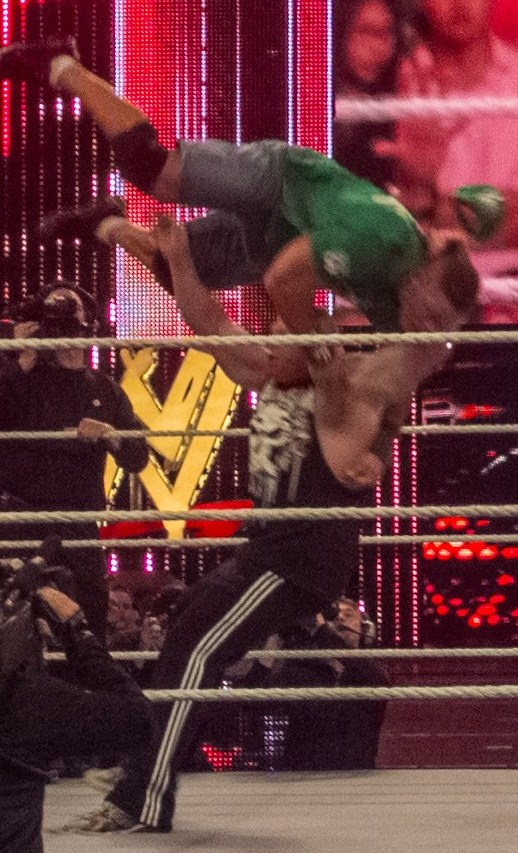
بروك ليسنر يضرب جون سينا بحركة إف-5

  - قفل بروك (حركة ليغ كراب برجل واحدة دبليو دبليو إي- أو حركة عناق الدب في أو في دبليو)[9]
  - إف-5 (دبليو دبليو إي) / فيدركيت[9] (إن جي بي دبليو) (حركة فيرمان كاري فيس بستر)[9]
  - شوتنغ ستار بريس
- 'إنجازته

داخل WWE
WWE Championship
King of the Ring (2002)
Royal Rumble (2003)
Wrestling Observer Newsletter awards
Best Wrestling Maneuver (2002) F–5
Most Improved Wrestler (2002)[
Best Brawler (2003)
Feud of the Year (2003) vs. Kurt Angle Most Improved Wrestler (2003
New Japan Pro Wrestling
IWGP Heavyweight Championship
Inoki Genome Federation IWGP Third Belt Championship
داخل OVW
OVW Southern Tag Team Championship
Pro Wrestling Illustrated
PWI Most Improved Wrestler of the Year award in 2002
PWI Wrestler of the Year award in 2002
PWI Feud of the Year award in 2003 vs. Kurt Angle
PWI Match of the Year award in 2003 vs. Kurt Angle – a 60 minute Iron Man match on SmackDown!, September 16 PWI ranked him # 1 of the 500 best singles wrestlers in the PWI 500 in 2003
في فنون القتال المختلطة UFC
Ultimate Fighting Championship
UFC Heavyweight Championship
- حركات معروف بها

  - كسر الظهر[9]
  - حركة بوربومب مرتين اثنتين أو ثلاث مرات على خصم[9]
  - قفل كيمورا[157]
  - ضربة بالركبة إلى جذع خصم[9]
  - حركات سوبليكس بشكل متعدد:
    - حركة سوبليكس بطن بالبطن من فوق الرأس[9]
    - سوبربليكس[9]

  - ضربات متعددة بكتفه على بطن خصم في أحد زوايا الحلبة[9]
- مدراء
  - بول هيمان
  - فينس مكمان
  - جون لورينايتس
- ألقاب
  - «ذا نكست بيغ ثنغ»[9]
  - «ذا وور ماشين» (آلة الحرب)
  - «ذا بيست» (الوحش)
  - «ذا فريك»
  - «أنوملي»
  - «الدبابة البشرية»
- أغنية الدخول
  - في وورلد ريسلينغ فيدرايشن/إنترتاينمينت
    - "The Next Big Thing" بواسطة جيم جونستون (8 أبريل، 2002 - 3 يونيو، 2002)
    - «نكست بيغ ثنغ» بواسطة جيم جونستون (10 يونيو، 2002 - 14 مارس، 2004؛ 2 أبريل، 2012 - 7 مايو، 2012)

  - في ألتميت فايتنغ تشامبيونشيب
  - شوت آت ذا ديفل بواسطة موتلي كرو
  - إنتر ساندمان بواسطة ميتاليكا

## روابط خارجية
- بروك ليسنر على موقع يو إف سي (الإنجليزية)
- بروك ليسنر على موقع شيردوغ (الإنجليزية)
- بروك ليسنر على موقع Tapology.com (الإنجليزية)
- بروك ليسنر على موقع دبليو دبليو إي (الإنجليزية)
- بروك ليسنر على موقع WrestlingData.com (الإنجليزية)
- بروك ليسنر على موقع CageMatch worker (الإنجليزية)
- بروك ليسنر على موقع قاعدة بيانات المصارعة على الإنترنت (الإنجليزية)
- بروك ليسنر على موقع عالم المصارعة على الإنترنت (الإنجليزية)
- بروك ليسنر على موقع IMDb (الإنجليزية)
- بروك ليسنر على موقع إن إن دي بي (الإنجليزية)
- بروك ليسنر على موقع قاعدة بيانات الفيلم (الإنجليزية)
- صفحة Brock Lesnar على دبليو دبليو إي.كوم